# 染料
染料（せんりょう） とは、水など特定の溶媒に溶解させて着色に用いる有色の物質。普通は水を溶媒として布や紙などを染色する。誘導体が溶媒に可溶であり、染着後に発色させた色素は不溶となる、いわゆる建染染料も含む。建染染料の内、インディゴやインダンスレン、ペリノンオレンジ、フラバンスロンイエローなどは顔料としての確固たる使用実績があり、顔料としての認知度も高い。特定の媒体に分散するという性質が着色の上で重要なものは顔料と呼ばれる。
染料は性質や色、化学構造に基づいてカラーインデックス (Colour Index, C.I.) に収録され、名称および番号が与えられている。例えば、インディゴのColour Index Generic NameはVat Blue 1、Colour Index Constitution Numberは、C.I. 73000である。

## 種類

### 天然染料
古代から染料として様々な動物、植物から抽出した天然色素が用いられてきた。植物由来の染料が最も種類としては多く、アカネ、アイ、ベニバナ、ムラサキ（紫根）などが古代から知られている。動物由来のものとしてはイボニシ等から得られる貝紫やエンジムシから得られるコチニールがある。これらの色素の多くは大量の天然物を処理してもわずかな量しか得られないため、希少品であり使用が限られていた。
なお、黄土や赭土・赤土・弁柄などは「鉱物染料」として挙げられることがあるが、これらは水等の溶媒に不溶であり、一般的には顔料に分類される。「顔料染め」という表現もあるが、ある種の歪さは残っている。真の鉱物染料と呼べるのは着色力をもつ可溶性の無機化合物であり、大島紬を染めるのに使う泥や過マンガン酸カリウム、コバルトの錯塩くらいである（しかも後二者は実際に染料として用いられるケースは稀である）。

### 合成染料
1856年にウィリアム・パーキンはアニリンを二クロム酸カリウムで酸化し、その紫色の生成物が羊毛や絹を染色できることを発見した。このモーヴと名づけられた物質が世界初の合成染料である。
その後、1869年にカール・グレーベ (Karl Gräbe) とカール・リーバーマン (de:Karl Liebermann) によってアカネ色素アリザリン、1880年にアドルフ・フォン・バイヤーによってアイの青色色素インディゴの合成が達成され、それらが工業化されると天然色素はその値段の高さから駆逐されていった。現在利用されている染料のほとんどは合成染料である。

### 蛍光染料
蛍光能を持つ染料を蛍光染料あるいは蛍光剤と呼ぶ。特に蛍光染料のうち蛍光増白剤は蛍光による増白効果を狙って白物衣料や衣料用洗剤に添加される。
また、衣料以外では、製紙工程で紙の白さを向上するため紙の表面加工時に使用することがあるが、食品用に使う紙には使用されない。

## 染料分子の特色
染料として用いられる物質の分子は、色を有し、布や紙などへ染着する性質を持っている。
色を有するということは可視光の領域に吸収スペクトルを持つということである。そのためにはある程度広がったπ電子共役系を持っている必要がある。そのため、染料には芳香族系の分子が多い。
また、布や紙などへ染着するためにはそれらを構成する分子と結合できなくてはならない。例えば、絹や羊毛はタンパク質からなるから、タンパク質のアミノ基 (-NH2) と塩を形成できるスルホ基 (-SO3H) を持つ染料が染着しやすい。綿はセルロースからなるから、セルロースのヒドロキシ基 (-OH) と水素結合できるヒドロキシ基やカルボキシル基 (-COOH) を有する染料が染着しやすい。

## 化学

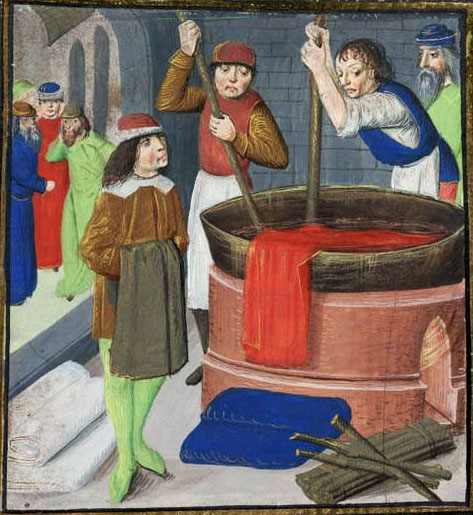
ウール生地の染色

染料の色は、その物質が可視光線（380-750nm）を吸収する能力によって決まる。以前のWitt理論では、着色染料には2つの成分があり、色を与える発色団（ニトロ化合物、アゾ化合物、Quinoidなど）と、色を濃くする助色団が存在するとされていた。しかし、現代の電子構造理論によれば、染料の色は可視光による価電子帯内のπ電子の励起に起因するものとされている。

## 汚染
繊維産業、印刷産業、製紙産業で生産される染料は、河川や水路の汚染源となっている。年間推定70万トンの染料が生産されている（1990年のデータ）。化学的、生物学的手段を用いて、その処理が注目されている。
繊維産業が盛んなバングラデシュでは、菓子などの食品の着色料に繊維用の染料が流用されるケースがあり、健康面への影響が懸念されている。

## 生体染色色素
生体染色色素とは、生きた細胞を殺すことなく塗布できる染色のことである。様々な専門分野の診断や手術の技術に役立ってきた。

## 参考資料
1. ↑  Bafana, Amit; Devi, Sivanesan Saravana; Chakrabarti, Tapan (2011-09-28). “Azo dyes: past, present and the future”. Environmental Reviews 19 (NA):  350–371. doi:10.1139/a11-018. ISSN 1181-8700.
2. ↑  Xu, Xiang-Rong; Li, Hua-Bin; Wang, Wen-Hua; Gu, Ji-Dong (2004). “Degradation of dyes in aqueous solutions by the Fenton process”. Chemosphere 57 (7):  595–600. Bibcode: 2004Chmsp..57..595X. doi:10.1016/j.chemosphere.2004.07.030. PMID 15488921.
3. ↑  クルシェッド・アラム、吉野馨子「バングラデシュにおける食品安全の現状と課題」『国際農林業協力』Vol.47 No.2 p.14 2024年9月30日 国際農林業労働協会
4. ↑  “The use of vital dyes in ocular surgery”. Survey of Ophthalmology 54 (5):  576–617. (2009). doi:10.1016/j.survophthal.2009.04.011. PMID 19682624.